# Špik
Špik – szczyt w Alpach Julijskich, dokładniej na grzbiecie Polovnik, w Słowenii. 2472 m n.p.m. Nazwa pochodzi od szpiczastego kształtu wierzchołka.